# Юредейяха
Юредейяха (устаревшее Юредей-Яха) — река в России, протекает по территории Тазовского района Ямало-Ненецкого автономного округа. Впадает на 61 км по левому берегу протоки Нямбойто (бассейн Таза). Длина реки — 227 км, площадь водосборного бассейна — 2680 км².

## Притоки
(указано расстояние от устья)
- 46 км: река без названия
- 60 км: река без названия
- 62 км: река без названия
- 103 км: Янгъяха
- 111 км: река без названия
- 143 км: Толянгъяха
- 153 км: Согаяха
- 192 км: Мядьюхаляяха
- 196 км: река без названия

## Данные водного реестра
По данным государственного водного реестра России относится к Нижнеобскому бассейновому округу, водохозяйственный участок реки — Таз. Речной бассейн реки — Таз.
Код объекта в государственном водном реестре — 15050000112115300071155.